# Шпейер, Адольф
Адольф Шпейер (Adolf Speyer, 1812—1892) — немецкий энтомолог.

## Биография
Изучал медицину в Гёттингене и Берлине, в 1835 году удостоен степени доктора медицины, затем занялся врачебной практикой в разных городах, но вскоре переселился сначала в Вильдунген, а затем в Роден. Ещё будучи мальчиком, Шпейер начал серьёзно собирать бабочек, а впоследствии, помимо систематики, занялся исследованием и морфологией чешуекрылых. Большое значение для дальнейшего развития зоогеографии имели исследования Шпейера по распространению чешуекрылых Германии и Швейцарии, так как до него никто из энтомологов ещё не касался этого вопроса. Шпейер первый высказался в пользу более обширной европейской фаунистической области в тех пределах, которые впоследствии были установлены Уоллесом для его палеарктической области. 

## Труды
Из числа научных трудов Шпейера заслуживают особого внимания:
- «Untersuchungen des Beins der Schmetterlinge» (вместе с О. Ш., «Isis», 1893);
- «Über den äusseren Bau der Schmetterlinge in den ersten drei Entwicklungsstadien» (вместе с О. Ш., там же, 1845);
- «Über die Verbreitung der Schmetterlinge in Deutschland. Ein Beilrag zur zoologischen Geographie» (вместе с А. Ш., «Stettin. Ent. Zeit.», 1850 и 1852);
- «Deutsche Schmetterlingskunde für Anfänger» (Майнц, 1856; 3-е изд., 1879);
- «Die geographische Verbreitung der Schmetterlinge Deutschlands und der Schweiz nebst Untersuchungen über die geographischen Verhältnisse der Lepidopteren-Fauna dieser Länder überhaupt» (вместе с А. Ш., 2 т., Лейпциг, 1858 и 1862);
- «Über die Hesperidengattungen des europäischen Faunengebietes» («Stett. Ent. Zeit.», 1877) и многие другие.